# Isochariesthes fuscocaudata
Isochariesthes fuscocaudata es una especie de escarabajo longicornio del género Isochariesthes, tribu Tragocephalini, subfamilia Lamiinae. Fue descrita científicamente por Fiedler en 1939.
Se distribuye por Camerún y Guinea Ecuatorial. Mide aproximadamente 8,5 milímetros de longitud.